# Piekło (Kowala)
Piekło – część wsi Kowala w Polsce, położona w województwie świętokrzyskim, w powiecie pińczowskim, w gminie Pińczów.
W latach 1975–1998 Piekło administracyjnie należało do województwa kieleckiego.